# 埃德加·戴维斯
埃德加·史提芬·戴维斯（荷蘭語：Edgar Steven Davids，1973年3月13日—）生于蘇里南帕拉馬里博，是一位荷蘭職業足球運動員，世界足壇最佳荷蘭巨星之一。現在擔任英格蘭足球議會全國聯賽球隊巴尼特主教練兼球員一職。
戴維斯身材不高但身體强壯、體能充沛、爆發力强，在場上拼搶積極，因此有“鬥牛犬”（Pit bull）的綽號。加之全面的技術，他一般打後腰或中前衛位置。身為左撇子的他有時也能客串左中場。他先後為阿積士、AC米蘭、祖雲達斯、巴塞隆拿、國際米蘭、熱刺等多間球會效力。於2010年夏季復出加盟英冠球會水晶宮，惟僅上陣7場後宣佈離隊。
戴維斯患有青光眼，因此他在場上必須佩戴運動眼鏡。這副與眾不同的眼鏡和他常年不變的小辮髪型，使他成為了球場上最引人注目的球員。

## 俱乐部生涯
戴维斯的职业生涯始于1991年。之后几年，戴维斯先后帮助他的母队阿贾克斯夺得三届荷甲（Eredivisie）冠军，以及1992年的欧洲联盟杯冠军和1995年的欧洲冠军联赛冠军。这段时间里，他还因为自己在后腰位置上的凶狠防守和拼抢，从当时球队的主教练路易斯·范加尔（Louis van Gaal）处得到了“鬥牛犬”（Pit bull）这一绰号。
1996年戴维斯转会至意大利的AC米兰，但是他在米兰城的日子过得并不愉快。1998年他转会到了意甲联赛的另外一家豪门祖雲達斯。戴维斯在祖雲達斯度过了自己职业生涯的黄金时期。其间，他多次作为球队一员获得国内联赛、杯赛冠军。不过在2001年5月17日，戴维斯因在合成代谢类固醇类违禁药物诺龙（nandrolone）检测中呈阳性，被国际足联全球禁赛。当时戴维斯给出的理由是他用于治疗青光眼的眼药水中可能含有诺龙成分。
在2004年初的冬季转会市场上，由于与以时任祖雲達斯主教练的马尔切洛·里皮（Marcello Lippi）为代表的球队高层不和、导致长期打不上主力的戴维斯被球队租借到了西甲老牌劲旅巴塞隆拿。在为巴塞隆拿效力的半个赛季里，戴维斯成为了球队的重要一员。他的到来加强了球队的中场攻防，带来了球队的质变。他的租借被认为是2003—2004赛季后半段巴塞隆拿面貌焕然一新、最终夺得冠军联赛名额的重要因素之一。
尽管巴塞隆拿在赛季结束后竭力挽留，戴维斯还是决定不留在巴塞隆拿，而是回到意甲，与國際米蘭签下为期三年的合同。但是戴维斯在国际米兰表现相当糟糕，他的许多时间是在板凳上度过的。在2005年8月国际米兰决定与他解约之后，戴维斯自由转会到了英格兰的熱刺。
在热刺的首个赛季，戴维斯再次表现出了他对一支球队的关键作用。这个赛季里，他成为了球队的绝对主力和中场枢纽，并险些帮助球队杀入欧洲冠军联赛。在效力热刺一个半赛季后，已经33岁的戴维斯决定叶落归根。2007年1月28日，戴维斯与阿積士签约，回到了自己职业生涯开始的地方。值得一提的是，他回到荷兰后参加的首场比赛便是2月4日对阵联赛死敌飛燕諾的联赛比赛。2008年正式宣佈從阿贾克斯退休，結束職業生涯。

2010年8月20日一直有跟隨阿積士操練的戴维斯從退役復出，以37歲之齡以上陣支薪形式加盟英冠球會水晶宮，11月8日他在自己的官網宣佈離隊，期間在聯賽上陣6場及英格蘭聯賽盃上陣1場，主要擔任左閘。
2012年10月12日，戴维斯加盟英乙球會巴尼特與當時領隊成為聯合領隊兼球員。
2012年12月28日，巴尼特聯合領隊離隊離職，戴维斯成為球會唯一領隊。

## 国家队经历
自从1994年4月第一次代表国家队出场之后，戴维斯一直是荷兰国家队的重要成员。不过在他身披橙色战袍的十多年中，他从来没有获得过任何一项大型国际赛事的冠军。
他代表国家队参加的第一次重大国际赛事是1996年欧洲足球锦标赛。比赛期间，由于戴维斯在接受电台采访时称“如果希丁克把他的眼睛从某些球员的屁股上挪开的话，他还能看得更清楚些”，他被国家队当时的主教练古斯·希丁克（Guus Hiddink）从国家队中除名，遣送回国。
尽管如此，在这场风波结束之后，希丁克还是给予了戴维斯足够的信任。1998年世界杯前夕，希丁克再次将戴维斯选入了参赛的22人阵容。在这届世界杯上，戴维斯作为球队的主力防守型前卫，出色的完成了自己的任务。他在积极防守的同时，还不时参与组织和插上进攻：在荷兰对阵南斯拉夫的八分之一决赛中，他在终场前打进了一记制胜的精彩远射，直接帮助球队晋级八强，与阿根廷进行四分之一决赛。荷兰在这届世界杯上最终获得了第四名，戴维斯在其中发挥了重要的作用。他也因此被国际足联选入了本届世界杯的官方最佳阵容。
两年后，戴维斯在2000年欧洲足球锦标赛上以其出色的表现帮助荷兰打入四强。但糟糕的运气让荷兰在半决赛对阵意大利的比赛中多个点球不中（包括戴维斯在90分钟内创造的一个点球），最终在点球大战中铩羽而归。2004年，戴维斯作为主力后腰再次代表国家队出战歐洲國家盃。然而在这届杯赛上戴维斯的表现与整支球队一样平庸。最终荷兰在半决赛中被葡萄牙淘汰。
2004年歐洲國家盃之后新上任的国家队主教练雲巴士頓（Marco van Basten）起初对戴维斯非常信任，甚至一度任命他为球队的场上队长。但是新赛季开始之后，由于戴维斯在国际米兰很难获得充足的上场时间，他不仅失去了国家队的队长袖标，还在当年10月之后被迫淡出国家队。在2005年10月2006年世界杯预选赛的最后几场比赛中，戴维斯曾一度被召回国家队出场比赛。之后他还一度被范巴斯滕召入世界杯的33人初步名单，但是最终他还是没有入选23人大名单。尽管如此，以戴维斯当前的状态，他依然保持了在今后入选国家队的希望，他也尚未宣布从国家队中退役。

## 曾获荣誉
国内
- 荷蘭盃：1993年、2007年
- 荷兰超级杯：1993年、1994年、1995年、2007年
- 荷兰甲级联赛冠军：1994年、1995年、1996年
- 意大利甲级联赛冠军：1998年、2002年、2003年
- 意大利超级杯：2002年、2003年
- 意大利杯：2005年

欧洲及洲际比赛
- 欧洲联盟杯：1992年
- 欧洲足球冠军联赛：1995年
- 丰田杯：1995年
- 欧洲超级杯：1995年